# Kamidia Radisti
Kamidia Radisti (née le 23 février 1984) est une mannequin indonésienne qui a remporté le titre de Miss Indonésie 2007.
Depuis, elle a entamé une carrière d'actrice.

## Filmographie
- The Shaman (2008)
- Hantu Biang Kerok (2009)
- The Tarix Jabrix 3 (2011)
- Sang Pialang (2012)